# Tiếng Yoruba
Tiếng Yoruba (èdè Yorùbá) là một ngôn ngữ được nói tại Tây Phi, chủ yếu tại Nigeria.
Số người nói tiếng Yoruba là gần 30 triệu. Đây là một ngôn ngữ đa tâm hiện diện tại Bénin, Nigeria, và một số cộng đồng người Yoruba tại nhiều nơi khác ở châu Phi, châu Mỹ, và châu Âu. Một dạng của ngôn ngữ này, Lucumi, là ngôn ngữ nghi lễ của tôn giáo Santería tại Caribe. Nhiều từ tiếng Yoruba được sử dụng trong Candomblé của người Phi-Brasil. Tiếng Yoruba có quan hệ gần gũi với tiếng Itsekiri (nói tại châu thổ Niger) và tiếng Igala (tại trung Nigeria).

## Liên kết
- Omniglot: Yoruba orthography
- Yoruba dictionary
- Yoruba Translation - Free online translation service instantly Yorùbá.
- kasahorow Yoruba Dictionary
- Ọrọ èdè Yorùbá Lưu trữ ngày 2 tháng 4 năm 2012 tại Wayback Machine
- xLingua: Yoruba-Online-Dictionary English-Yoruba / Yoruba-English Lưu trữ ngày 8 tháng 1 năm 2019 tại Wayback Machine
- Sabere d'owo Yoruba video drama series. Radio Abeokuta (2006).
- Yoruba Grammar
- Pan-African Localization page for Yoruba
- Yoruba in North America Lưu trữ ngày 9 tháng 3 năm 2018 tại Wayback Machine
- Journal of West African Languages: Yoruba
- yorubaweb.com Lưu trữ ngày 15 tháng 9 năm 2012 tại Wayback Machine
- Yoruba blog (features bilingual texts in Yoruba and English, including folklore)
- Abibitumi Kasa Yorùbá Language Resources Lưu trữ ngày 11 tháng 10 năm 2017 tại Wayback Machine